# Бродяженко, Александр Вячеславович
Александр Вячеславович Бродяженко (1916 — 1991) — советский хозяйственный деятель.

## Биография
Родился в 1916 году в городе Грозный.
В 1941 году окончил Ленинградский военно-механический институт и был направлен на патронный завод № 60 Наркомата вооружения СССР в город Луганск. В сентябре  1941 года завод был эвакуирован в город Фрунзе. В 1956 году перешёл главным инженером на завод № 188 в городе Новосибирск. В 1960—1986 — директор Новосибирского завода низковольтной аппаратуры.
Умер в Новосибирске в 1991 году.

## Награды
- 2 Ордена Ленина (1966; 1971).
- Орден Октябрьской Революции (1976).
- Орден Дружбы народов (08.08.1986).
- Медали.